# Hendrix in the West
Hendrix in the West – pośmiertnie wydana płyta koncertowa zawierająca nagrania Jimiego Hendriksa z występów z lat 1969–1970 (reedycja z lat 1968–1970).

## Lista utworów (wersja oryginalna z 1972)
Autorem wszystkich utworów, chyba że zaznaczono inaczej jest Jimi Hendrix.
| Strona A | Strona A                                                   | Strona A |
| Nr       | Tytuł utworu                                               | Długość  |
| -------- | ---------------------------------------------------------- | -------- |
| 1.       | „God Save the Queen” (Traditional)                         | 2:40     |
| 2.       | „Sgt. Pepper’s Lonely Hearts Club Band” (Lennon/McCartney) | 1:16     |
| 3.       | „Little Wing”                                              | 3:14     |
| 4.       | „Red House”                                                | 13:06    |
|          |                                                            | 20:16    |

| Strona B | Strona B                       | Strona B |
| Nr       | Tytuł utworu                   | Długość  |
| -------- | ------------------------------ | -------- |
| 1.       | „Johnny B. Goode” (Berry)      | 4:45     |
| 2.       | „Lover Man”                    | 3:05     |
| 3.       | „Blue Suede Shoes” (Perkins)   | 4:26     |
| 4.       | „Voodoo Child (Slight Return)” | 7:49     |
|          |                                | 20:05    |

### Artyści nagrywający płytę
- Jimi Hendrix (gitara, śpiew)
- Billy Cox (gitara basowa – B1, B2, B3, A1, A2)
- Mitch Mitchell (perkusja)
- Noel Redding (gitara basowa – B4, A3, A4)

### Daty nagrań poszczególnych utworów
- „Johnny B. Goode”, „Lover Man”, „Blue Suede Shoes” – zarejestrowano w Berkeley Community Theatre w Berkeley 30 maja 1970 roku.
- „Voodoo Child (Slight Return)”, „Little Wing” – zarejestrowano w Royal Albert Hall 24 lutego 1969 roku.
- „God Save the Queen”, „Sgt. Pepper’s Lonely Hearts Club Band” – zarejestrowano na festiwalu na wyspie Wight 30 sierpnia 1970 roku.
- „Red House” – zarejestrowano w San Diego Sports Arena w San Diego 24 maja 1969 roku.

## Reedycja albumu z 2011
Autorem wszystkich utworów, chyba że zaznaczono inaczej jest Jimi Hendrix.
| Nr  | Tytuł utworu                                               | Długość |
| --- | ---------------------------------------------------------- | ------- |
| 1.  | „God Save the Queen” (Traditional)                         | 2:59    |
| 2.  | „Sgt. Pepper’s Lonely Hearts Club Band” (Lennon/McCartney) | 0:50    |
| 3.  | „Little Wing”                                              | 4:01    |
| 4.  | „Fire”                                                     | 3:58    |
| 5.  | „I Don’t Live Today”                                       | 7:21    |
| 6.  | „Spanish Castle Magic”                                     | 10:14   |
| 7.  | „Red House”                                                | 13:12   |
| 8.  | „Johnny B. Goode” (Berry)                                  | 4:46    |
| 9.  | „Lover Man”                                                | 2:59    |
| 10. | „Blue Suede Shoes” (Perkins)                               | 4:27    |
| 11. | „Voodoo Child (Slight Return)”                             | 10:40   |
|     |                                                            | 1:05:27 |

### Artyści nagrywający płytę
- Jimi Hendrix (gitara, śpiew)
- Billy Cox (gitara basowa – 1, 2, 8, 9, 10)
- Mitch Mitchell (perkusja)
- Noel Redding (gitara basowa – 3, 4, 5, 6, 7, 11)

### Daty nagrań poszczególnych utworów
- „Johnny B. Goode”, „Lover Man”, „Blue Suede Shoes” – zarejestrowano w Berkeley Community Theatre w Berkeley 30 maja 1970 roku.
- „Little Wing” – zarejestrowano w Winterland w San Francisco 12 października 1968 roku.
- „God Save the Queen”, „Sgt. Pepper’s Lonely Hearts Club Band” – zarejestrowano na festiwalu na wyspie Wight 30 sierpnia 1970 roku.
- „Red House”, „Fire”, „I Don’t Live Today”, „Spanish Castle Magic” i „Voodoo Child (Slight Return)”  – zarejestrowano w San Diego Sports Arena w San Diego 24 maja 1969 roku.